# Сиріл Тенісон Вайт
Сиріл Тенісон Вайт (англ. Cyril Tenison White, 17 серпня 1890, Брисбен — 16 серпня 1950, Квінсленд) — австралійський ботанік.

## Біографія
Сиріл Тенісон Вайт народився у Брисбені 17 серпня 1890 року. Він був сином Генрі Уайта, меркантильного маклера, та його дружини Луїзи, уродженої Бейлі.
Сиріл Тенісон здобув освіту у South Brisbane State School. У 1918–1950 роках Вайт був урядовим ботаніком Квінсленда. У 1922 році він опублікував свою книгу «An Elementary Textbook of Australian Forest Botany», а у 1938 році — «Principles of botany for Queensland farmers». Вайт вніс значний внесок у ботаніку, описавши безліч видів рослин.
Сиріл Тенісон Вайт помер у Квінсленді 16 серпня 1950 року.

## Наукова діяльність
Сиріл Тенісон Вайт спеціалізувався на папоротеподібних та на насіннєвих рослинах.

## Публікації
- An Elementary Textbook of Australian Forest Botany (1922)[3].
- Principles of botany for Queensland farmers (1938)[3][4].